# سكوت هاريسون (رجل أعمال)
سكوت هاريسون (بالإنجليزية: Scott Harrison)‏ هو شخصية أعمال أمريكي، ولد في 7 سبتمبر 1975 في فيلادلفيا في الولايات المتحدة.

## وصلات خارجية
- الموقع الرسمي